# Bisulfit de sodiu
Bisulfitul de sodiu, cunoscut și ca sulfit acid de sodiu, este o sare acidă a sodiului cu acidul sulfuros cu formula chimică NaHSO3. Bisulfitul de sodiu este un aditiv alimentar nu numărul E222. Poate fi produs prin barbotarea dioxidului de sulf în soluția de carbonat de sodiu. Prin combinarea acestuia cu înălbitorul pe bază de clor se degajă gaze nocive.

## Legături externe
- Definiție pentru aditivul alimentar „E222” la infocons.ro (denumire și descriere).